# بنفسج برينغلي
بنفسج برينغلي (الاسم العلمي: Viola pringlei) هو نوع من النباتات يتبع جنس البنفسج من فصيلة البنفسجية.